# 2024年世界水泳選手権サモア選手団
2024年世界水泳選手権サモア選手団は、2024年2月2日から2月18日までカタールのドーハで開催された第21回世界水泳選手権のサモア選手団、およびその競技結果。

## 選手団
- 人員: 選手 3人

## 選手名簿・結果
| 選手                     | 種目               | 予選      | 予選 | 準決勝   | 準決勝   | 決勝     | 決勝     |
| 選手                     | 種目               | 結果      | 順位 | 結果     | 順位     | 結果     | 順位     |
| ------------------------ | ------------------ | --------- | ---- | -------- | -------- | -------- | -------- |
| ヨハン・スティックランド | 男子50m自由形      | 23秒75    | 56位 | 予選敗退 | 予選敗退 | 予選敗退 | 予選敗退 |
| ヨハン・スティックランド | 男子100m自由形     | 52秒33    | 66位 | 予選敗退 | 予選敗退 | 予選敗退 | 予選敗退 |
| ココロ・フロスト         | 男子50mバタフライ  | 25秒86    | 46位 | 予選敗退 | 予選敗退 | 予選敗退 | 予選敗退 |
| ココロ・フロスト         | 男子100mバタフライ | 59秒75    | 59位 | 予選敗退 | 予選敗退 | 予選敗退 | 予選敗退 |
| カイヤ・ブラウン         | 女子50m自由形      | 28秒30    | 69位 | 予選敗退 | 予選敗退 | 予選敗退 | 予選敗退 |
| カイヤ・ブラウン         | 女子100m自由形     | 1分02秒84 | 63位 | 予選敗退 | 予選敗退 | 予選敗退 | 予選敗退 |